# ONE PIECE エピソードオブアラバスタ 砂漠の王女と海賊たち
『ONE PIECE エピソードオブアラバスタ 砂漠の王女と海賊たち』（ワンピース エピソードオブアラバスタ さばくのおうじょとかいぞくたち）は、2007年3月3日に公開された日本のアニメーション映画。漫画『ONE PIECE』を原作としたテレビアニメの劇場版第8作。

## 概要
映画『ONE PIECE』シリーズでは初となる原作のストーリーを元にした作品で、人気の高い「アラバスタ編」を映画化した。テレビシリーズの再編集ではなく、全編新作である。
5分のショートアニメ『Dr.マシリト アバレちゃん』と同時上映された（他作品との同時上映は第3作以来）。
ビデオソフトは、DVDが2007年7月21日に、Blu-ray Discが2010年1月21日に発売された。なお、累積売り上げは3万6000枚。
2011年8月20日の『土曜プレミアム』では、新作カットを加えた特別編が放送された。新作カットは、ウイスキーピークでビビが麦わらの一味の船に乗る経緯を描いている。

## キャスト
- モンキー・D・ルフィ - 田中真弓
- ロロノア・ゾロ - 中井和哉
- ナミ - 岡村明美
- ウソップ - 山口勝平
- サンジ - 平田広明
- トニートニー・チョッパー - 大谷育江
- ネフェルタリ・ビビ - 渡辺美佐
- サー・クロコダイル - 大友龍三郎
- ミス・オールサンデー（ニコ・ロビン） - 山口由里子
- コーザ、ハグワール・D・サウロ - 草尾毅
- ペル - 野島健児
- チャカ - 植村喜八郎
- テラコッタ - 園部啓一
- Mr.2・ボン・クレー - 矢尾一樹
- Mr.1 - 稲田徹
- ミス・ダブルフィンガー - 橘U子
- Mr.4 - 高塚正也
- ミス・メリークリスマス - 金月真美
- Mr.7 - けーすけ
- ミス・ファーザーズデー - 中友子
- カッパ - 野田順子
- 副リーダー - 竹本英史
- カルー - 粗忽屋
- トト - 塚田正昭
- ラッスー - 青野武
- メイディ - 川嶋あい
- ネフェルタリ・コブラ - 家弓家正

ゲスト声優
- 矢口真里
- 南海キャンディーズ（山里亮太・しずちゃん）
- 田村淳 （ロンドンブーツ1号2号）

## スタッフ
- 製作 - 岡田裕介、高橋浩、鳥嶋和彦、清水賢治、竹中一博
- 原作 - 尾田栄一郎
- 脚本 - 上坂浩彦
- 音楽 - 田中公平、浜口史郎、岩崎文紀、丸尾稔、澤口和彦
- 製作担当 - 清水洋一
- 編集 - 後藤正浩
- 録音 - 渡辺絵里奈
- 効果 - 新井秀徳
- 撮影監督 - 若尾卓見、大西弘悟
- CG監督 - 新井啓介
- 美術監督 - 吉池隆司
- 色彩設計 - 塚田劭
- キャラクターデザイン・作画監督 - 井上栄作
- 監督 - 今村隆寛
- 絵コンテ - 宇田鋼之介、横山健次、井上栄作、今村隆寛、大塚健
- 作画監督補佐 - 舘直樹、井出武生、田中宏紀、西田達三
- 配給 - 東映

## キャッチコピー
- 最後に涙を流したのはいつですか…
- ルフィ、敗れる!
- それでも守りたい仲間がいる

## 主題歌
「compass」
作詞・作曲 - 川嶋あい / 編曲 - 宗本康兵 / 歌 - 川嶋あい

## 関連書籍
- アニメ・コミックス ONE PIECE エピソード オブ アラバスタ 砂漠の王女と海賊たち（2008年3月4日発売、ISBN 978-4088742366）